# 2015年歐洲冠軍聯賽決賽
2015年歐洲冠軍聯賽決賽是2014–15年歐洲冠軍聯賽的決賽， 這也是歐洲足協第60次舉辦的歐洲最高榮譽的足球俱樂部錦標，也是改制和改名歐洲冠軍聯賽後的第23次決賽。決賽於2015年6月6日在德國柏林的奧林匹克體育場舉行。
作為歐洲聯賽冠軍盃冠軍，獲勝隊伍將會參與在8月舉行的2015年歐洲超級盃對陣2014–15年歐霸盃的獲勝隊伍，還會晉級到在12月進行的2015年世界冠軍球會盃的四強席位。
本屆決賽由祖雲達斯和巴塞隆拿進行對決，繼2010後再度出現三冠王之爭。如果祖雲達斯在本次決賽獲勝，將會成為歐洲第八支三冠王球隊。但最終巴塞隆拿以3–1擊敗祖雲達斯，成為歐洲首支雙三冠王球隊，亦成為自2009年歐冠「永久保存獎杯」條例取消後第二支獲得歐冠五冠球隊。

## 比賽場地

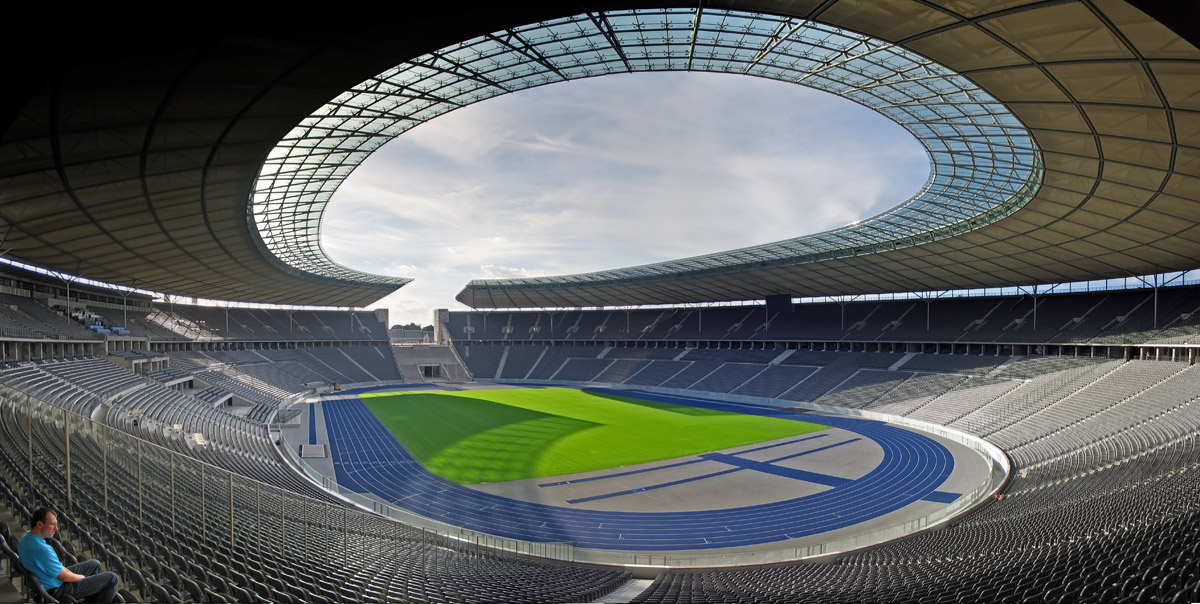
柏林奧林匹克體育場將會主辦本次決賽

在2013年5月23日的於英國倫敦召開的歐洲足協執委會議上，柏林的奧林匹克體育場被確認為2015年歐洲冠軍聯賽決賽的舉辦場地。這將是首次於柏林舉辦的歐冠決賽。
這座位於城市西部的體育場是專為1936年夏季奥林匹克运动会而設的，在二次世界大戰時，該區域受到輕微的損毀。在戰後，盟軍佔領了北部直至1949年。
自1985年，體育場就開始主辦德國盃的決賽以及女子德國盃的決賽賽事。柏林奧林匹克體育場在國際田聯黃金聯賽在2010年改制前也主辦國際田總世界挑戰賽柏林站。體育場也主辦2009年世界田徑錦標賽，尤塞恩·博尔特在比賽中打破了100米和200米的世界紀錄。
體育場的使用除了作為奧林匹克體育場外，它也是一個舉辦傳統足球勁旅的主場。從歷史上看，它自1963年就成為柏林赫塔的主場。這也曾經在1974年世界杯舉辦過三場比賽。 此外，體育場在2006年世界杯前進行整修工作，在決賽週其間舉辦了六場比賽，包括決賽在內。從1985年起，每年的德國盃決賽也在這裡舉行。

## 賽前

### 宣傳大使

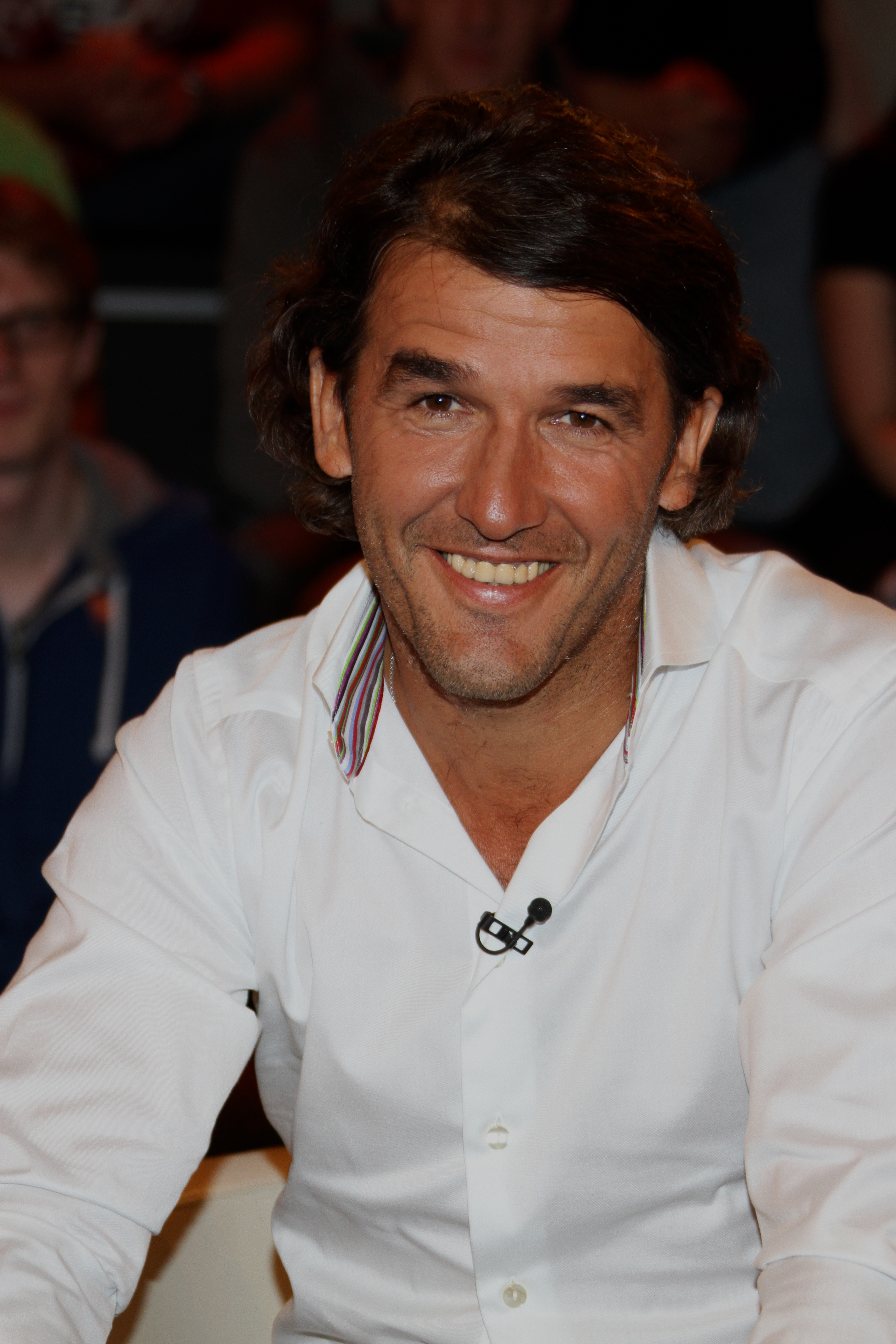
卡爾-海因茨·里德爾被任命為本次決賽的宣傳大使

為多特蒙德在1997年贏得歐洲冠軍聯賽冠軍的前德國國家隊球員卡爾-海因茨·里德爾，被任命為本次決賽的宣傳大使

### 標誌
2014年8月歐足聯公佈了最終的宣傳圖片。

### 門票
賽事共對外發售70,500張門票，其中參賽雙方每隊可獲20,000張面向各自的球迷發售。另有6000張則被歐洲足協在2015年3月5日至25日售予自身的第三方球迷，門票價格分為4等﹕390、280、160和70歐元。 其餘的24,500張會分配給「當地的組委會、歐洲足球協會、各國足球協會、商業合作夥伴和廣播機構」。

### 相關事件
2015年歐洲女子冠軍聯賽決賽將會在2015年5月14日在柏林弗里德里希-路德維希-雅恩體育公園舉辦。與往年不同的是，由於本年度六月上旬會舉行2015年國際足協女子世界盃，本年度的女子歐冠決賽並未與男子歐冠決賽在同一個地點、同一個月內舉行。

## 比賽數據
| 2015年6月6日 20:45 CEST |

| 尤文圖斯 | 1–3  | 巴塞羅那                         |
| -------- | ---- | -------------------------------- |
| - 55'    | 報告 | - 4' - 蘇亞雷斯 68' - 尼馬 90+7' |

| 柏林，奧林匹克體育場 觀眾人數：70,442 ：喬歷·查基亞（土耳其） |

| 尤文圖斯 | 巴塞羅拿 |

| GK     | 1  | （C）  |     |     |
| RB     | 26 | 瑞士   |     |     |
| CB     | 15 | 義大利 |     |     |
| CB     | 19 | 義大利 |     |     |
| LB     | 33 | 法國   |     | 89' |
| DM     | 21 | 義大利 |     |     |
| RM     | 8  | 義大利 |     |     |
| LM     | 6  | 法國   | 41' |     |
| AM     | 23 | 智利   | 11' | 79' |
| CF     | 10 | 阿根廷 |     |     |
| CF     | 9  | 西班牙 |     | 85' |
| 替補： |    |        |     |     |
| GK     | 30 | 義大利 |     |     |
| DF     | 5  | 義大利 |     |     |
| MF     | 11 | 法國   |     | 89' |
| MF     | 20 | 義大利 |     |     |
| MF     | 37 | 阿根廷 |     | 79' |
| MF     | 27 | 義大利 |     |     |
| FW     | 14 | 西班牙 |     | 85' |
| 教練： |    |        |     |     |
| 義大利 |    |        |     |     |

| GK     | 1  | 德国     |     |       |
| RB     | 22 | 巴西     |     |       |
| CB     | 3  | 西班牙   |     |       |
| CB     | 14 | 阿根廷   |     |       |
| LB     | 18 | 西班牙   |     |       |
| RM     | 4  | 克罗地亚 |     | 90+1' |
| CM     | 5  | 西班牙   |     |       |
| LM     | 8  | （C）    |     | 78'   |
| RF     | 10 | 阿根廷   |     |       |
| CF     | 9  | 乌拉圭   | 70' | 90+6' |
| LF     | 11 | 巴西     |     |       |
| 替補： |    |          |     |       |
| GK     | 13 | 布拉沃   |     |       |
| DF     | 15 | 西班牙   |     |       |
| DF     | 21 | 巴西     |     |       |
| DF     | 24 | 法國     |     | 90+1' |
| MF     | 6  | 西班牙   |     | 78'   |
| MF     | 12 | 巴西     |     |       |
| FW     | 7  | 西班牙   |     | 90+6' |
| 教練： |    |          |     |       |
| 西班牙 |    |          |     |       |

| 歐洲足協最佳球員： （巴塞羅那） | 助理裁判員： 巴哈丁·杜蘭（土耳其） 塔里克·昂根（土耳其） 第四裁判： 喬納斯·埃里克森（瑞典） 底線裁判： 侯賽因·戈西克（土耳其） 巴里斯·西默薩克（土耳其） 附加助理裁判員： 穆斯塔法·埃姆雷·埃伊索伊（土耳其） | 賽事規則 - 90分鐘常規賽 - 如有需要將舉行30分鐘加時賽 - 如加時賽後仍平手，將開始互射十二碼 - 每邊7名替補球員 - 每邊可換3名替補球員上場 |

## 外部連結
- UEFA Champions League（页面存档备份，存于） (official website)
- 2015 final: Berlin（页面存档备份，存于）